# Abida pyrenaearia
Abida pyrenaearia, wenig gebräuchlich auch Pyrenäen-Roggenkornschnecke ist eine Art der Kornschnecken (Chondrinidae) aus der Unterordnung der Landlungenschnecken (Stylommatophora).

## Merkmale
Das spindelförmig bis zylindrisch-spindelförmige Gehäuse ist 5,7 bis 8,5 mm hoch und 2,1 bis 2,7 mm breit. Es hat 8 bis 9,5 Windungen, die schwach gewölbt sind. Das Gehäuse hat am vorletzten oder letzten Windung seine größte Breite. Die Oberfläche ist fein regelmäßig gestreift; das Gehäuse ist braun gefärbt. Der Mündungsrand weist eine stark verdickte weiße Lippe auf, die jedoch nicht schwellenartig geformt ist. Die Mündungsränder sind im Parietalbereich geschlossen und z. T. sogar bis 0,3 mm vorgezogen. Die Mündungsbewehrung ist eine Angularis ausgebildet, die gelegentlich mit der Spiralis verbunden ist, wenn eine Spiralis vorhanden ist; dies ist nicht immer der Fall. Die Subangularis ist als Knötchen entwickelt, das mit der Parietalis verbunden ist, oder sie fehlt ganz. Dagegen ist die Parietalis immer deutlich ausgebildet. Die Columellaris ist deutlicher als die Subcolumellaris und reicht weiter nach vorne. Die Palatalis superior, die Palatalis inferior und die Infrapalatalis sind als Doppelhöcker ausgebildet, und reichen an die Mündungslippe heran. Selten kann die Suprapalatalis auch nur schwach ausgebildet sein oder sogar fehlen (bei Hochgebirgsformen). Zudem kann noch eine schwache Suprapalatalis angedeutet sein. Die schief abgeflachte Mündung ist aber mehr wenig höher als breit, und an der Basis mehr oder weniger stark gekielt. Im Bereich der Infrapalatalis ist das Gehäuse mehr oder weniger deutlich eingedrückt, manchmal auch gekerbt. In der Seitenansicht ist der Mündungsrand im Palatalbereich leicht nach unten abgeknickt. Der Nabel ist mehr oder weniger deutlich offen (in der Ansicht senkrecht von unten). Geschlechtsapparat und Radula sind nicht bekannt.

### Ähnliche Arten
Abida pyrenaearia hat eine gewisse Ähnlichkeit mit Abida secale secale und Abida secale saxicola. Sie unterscheidet sich jedoch durch die nie als Lamelle ausgebildete Subangularis, die fast immer reduzierte Suprapalatalis und die Verbindung der Mündungsränder im Parietalbereich. Außerdem nehmen die ersten Windungen schneller an Breite zu. Bei Abida attenuata ist die Subangularis anders gestaltet. Bei Abida occidentalis sind die doppelhöckerigen Palatalfalten kürzer.

## Geographische Verbreitung und Lebensraum
Das Verbreitungsgebiet der Art liegt hauptsächlich in den nördlichen Zentralpyrenäen auf französischem Gebiet; nur zwei Fundpunkte liegen auf der spanischen Seite. Unsicher ist ein Fund bei Hendaye in den französischen Westpyrenäen. Die Tiere leben oberhalb von 1000 m bis 2500 m über Meereshöhe auf Kalkfelsen und Kalkgeröll.

## Taxonomie
Das Taxon wurde 1831 von André Louis Gaspard Michaud als Pupa pyrenaearia aufgestellt. Edmund Gittenberger unterscheidet noch zwei Unterarten Abida pyrenaearia pyrenaearia (Michaud, 1831) und Abida pyrenaearia vergniesiana (Küster, 1850). Bas Kokshoorn & Gittenberger (2010) und im Folgenden die Fauna Europaea fassen jedoch letzteres Taxon als eigenständige Art auf. Die Fauna Europaea verzeichnet folgende Synonyme:
- Pupa aulusensis Fagot, 1880
- Pupa bipalatalis Westerlund, 1883
- Pupa boubeei Fagot & Nansouty, 1875
- Pupa clausiliformis Locard, 1894
- Pupa clausilioides Boubee, 1835
- Pupa curta Moquin-Tandon, 1843
- Pupa nansoutyi Fagot. 1880
- Pupa novemplicata Moquin-Tandon, 1843
- Clausilia pyrenaica Boubee, 1832
- Pupa saeva Westerlund, 1887
- Pupa transitus Boubee, 1833

## Gefährdung
Nach der Einschätzung der International Union for Conservation of Nature and Natural Resources (IUCN) ist die Art trotz ihres kleinen Verbreitungsgebietes nicht gefährdet.

## Belege

### Online
- AnimalBase - Abida pyrenaearia (Michaud, 1831)